# Phlebopus marginatus
Phlebopus marginatus är en svampart som först beskrevs av J. Drumm. ex Berk., och fick sitt nu gällande namn av Watling & N.M. Greg. 1988. Phlebopus marginatus ingår i släktet Phlebopus och familjen Boletinellaceae.   Inga underarter finns listade i Catalogue of Life.

## Källor

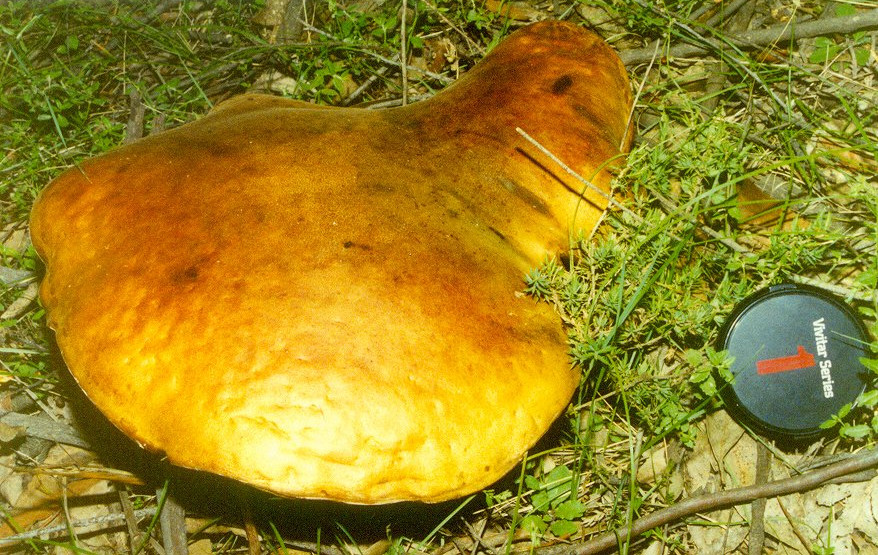